# Torquay
För andra betydelser, se Torquay (olika betydelser).
Torquay [tɔː'ki] är en stad (town) i kommunen Torbay på Englands sydkust. Staden ligger i grevskapet Devon och har vuxit samman med grannstaden Paignton. Torbay, inklusive Torquay, är känt som Engelska rivieran (the English Riviera), ett smeknamn som anspelar på Franska rivieran. Runt Torquay finns långa sandstränder. Klimatet hör till Storbritanniens mildaste.

## Invånarantal
Torquay har 65 245 invånare (2011).

## Sport
Staden har en fotbollsklubb, Torquay United.
Staden har även en rugbyklubb, Torquay Athletic RFC.
Vattensporterna i olympiska sommarspelen 1948 hölls i Torquay. I Torquay hade Storbritannien sitt läger för sin trupp i vattensporter i olympiska sommarspelen 2012. Tävlingarna 2012 hölls i Weymouth.
Torquay var värd för World Snooker European Open 2003 och har också varit värd för kvalet till VM i snooker.

## Turism
Torquay är ett populärt resmål för språkresor, inte minst bland svenska ungdomar.[källa behövs]
Nationalparken Dartmoor är ett populärt utflyktsmål, känt för att boken Baskervilles hund utspelades där.

## Kultur

Minnestavla över Agatha Christie i Torquay.

Agatha Christie föddes i Torquay och är den person från staden som är mest känd.
TV-serien Pang i bygget utspelar sig i Torquay, men ingen av scenerna spelades in där.